# 4363 Сергій
4363 Сергій (4363 Sergej) — астероїд головного поясу, відкритий 2 жовтня 1978 року.
Тіссеранів параметр щодо Юпітера — 3,491.